# Тарсизо, Жозе
Тарси́зо Фле́ша Не́гра (порт.-браз. Tarciso Flecha Negra; 15 сентября 1951, Сан-Жералду, Минас-Жерайс — 5 декабря 2018, Порту-Алегри), настоящее имя Жозе́ Тарси́зо де Со́уза (порт. José Tarciso de Souza), более известный как просто Тарси́зо — бразильский футболист и политик. Играл на позиции правого нападающего. Наиболее известен по выступлениям в 1970-е и 1980-е годы за «Гремио». В составе сборной Бразилии стал бронзовым призёром Кубка Америки 1979 года.

## Биография

### Клубная карьера
Родившись в штате Минас-Жерайс, Жозе Тарсизо начал игровую карьеру в клубе из Рио-де-Жанейро — «Америке» — в 1970 году. За три года он сумел проявить себя и заинтересовать более сильные клубы. В 1973 году нападающий перешёл в «Гремио», где провёл лучшие годы в своей карьере.
В 1975 году Тарсизо с 13 забитыми голами стал лучшим бомбардиром Лиги Гаушу, но прервать гегемонию «Интернасьонала» в чемпионате штата Риу-Гранди-ду-Сул «трёхветным» удалось только в 1977 году. В том же году Тарсизо ярко проявил себя в чемпионате Бразилии и по итогам сезона получил Серебряный мяч участника символической сборной бразильской Серии A. Таким образом Флеша Негра был признан лучшим правым нападающим чемпионата страны.
По итогам 1978 года Жозе Тарсизо во второй раз подряд получил Серебряный мяч как лучшему правому нападающему чемпионата Бразилии. В первой половине 1980-х был частью великой команды в истории «Гремио», выигравшей чемпионат Бразилии в 1981 году, а также Кубок Либертадорес и Межконтинентальный кубок в 1983 году. Однако постепенно Тарсизо потерял роль ведущего игрока «мушкетёров» — на первый план в атакующих действиях вышел Ренато Гаушу, который также любил играть именно на правом фланге атаки. В 1986 году, проведя в команде 13 лет, Тарсизо ушёл из «Гремио», оставаясь по настоящее время вторым бомбардиром в истории этого клуба. Он забил за «Гремио» во всех турнирах 226 голов в 721 игре — последний показатель является рекордным в истории клуба. Только в чемпионатах Бразилии и штата Риу-Гранди-ду-Сул он отметился 155 голами.
В 1986 году Тарсизо играл сначала за «Крисиуму», а затем стал чемпионом штата Гояс с одноимённой командой. В 1987 году уехал в Парагвай, где с «Серро Портеньо» выиграл национальное первенство. Вернувшись на родину в следующем году, выступал за «Коритибу», «Гоянию» и «Сан-Жозе» (Порту-Алегри), где и завершил карьеру футболиста в 1990 году.

### Выступления за сборную
В 1978 году Тарсизо стали активно привлекать к матчам сборной Бразилии, за которую он с 1978 по 1980 год провёл восемь матчей и забил один гол. Однако большая часть этих матчей не может идти в реестр ФИФА, поскольку Бразилия играла против клубов, сборных штатов и молодёжной сборной. По этой причине официально Тарсизо сыграл в 1978—1979 годах три матча за национальную команду, в том числе один матч в розыгрыше Кубка Америки 1979. Это была первая игра полуфинала турнира в Асунсьоне — Бразилия уступила Парагваю 1:2, а дома сыграла вничью, в итоге завоевав бронзовые медали.

### Политическая карьера
В начале 2000-х годов открыл собственную футбольную школу, где занял пост руководителя социального департамента. В 2008 году Тарсизо впервые был избран в Городской совет Порту-Алегри. Он дважды переизбирался (в 2012 и 2016 годах) и был депутатом до самой смерти. В качестве политика он использовал не своё имя по паспорту, а прозвище, появившееся ещё во времена игры в футбол — Тарсизо Флеша Негра, то есть «Тарсизо Чёрная стрела».

### Личная жизнь
Тарсизо был женат на Жонии, у них было трое детей — дочери Габриэла и Роберта, а также сын Марсело. На момент смерти у «Чёрной стрелы» было двое внуков.
Долгое время страдал от диабета и гепатита, однако продолжал регулярно заниматься спортом. В 2018 году у Тарсизо была обнаружена злокачественная опухоль кости. Несмотря на усилия медиков, Тарсизо Флеша Негра умер в ночь на 5 декабря 2018 года.

## Титулы и достижения
Командные
- Чемпион штата Риу-Гранди-ду-Сул (5): 1977, 1979, 1980, 1985, 1986
- Чемпион штата Гояс (2): 1986
- Чемпион Бразилии (1): 1981
- Чемпион Парагвая (1): 1987
- Обладатель Кубка Либертадорес (1): 1983
- Обладатель Межконтинентального кубка (1): 1983

Личные
- Лучший бомбардир Лиги Гаушу (1): 1975 (13 голов)
- Обладатель Серебряного мяча Бразилии (2): 1977, 1978
- Рекордсмен по числу сыгранных матчей за «Гремио» во всех турнирах — 721
- Второй бомбардир в истории «Гремио» во всех турнирах — 226 голов